# Jim Hall Racing
Jim Hall Racing var ett team ägt av Chaparral Cars ägare Jim Hall. 

## Historia
Efter att ha haft några av de mest innovativa bilarna i Can-Am och banracingmästerskap under 1960-talet ställde Hall upp med sitt eget team i IndyCar-sammanhang för första gången under 1970-talet, och vann Indianapolis 500 såväl 1978 och 1980. Första gången var det Al Unser som vann, och den senare gången var det Johnny Rutherford som tog hem segern. Rutherford vann även CART sammanlagt samma år. Senare var Halls team borta ifrån IndyCar-scenen ett tag, innan man kom tillbaka på 1990-talet med Teo Fabi som förare. Han slutade bland de tio första under säsongen 1994, innan den brasilianska nykomlingen Gil de Ferran tog över som förare 1995, och tog teamets sista seger på Laguna Seca. Året efter drog sig Hall tillbaka från racingen.